# Erich Krüger (Maler)
Erich Krüger (* 5. März 1897 in Berlin; † 27. März 1978 in Benzingerode) war ein deutscher Maler.

## Leben
Krüger war als freischaffender Künstler in Berlin tätig. Er malte vor allem Landschafts- und Tierbilder sowie Stillleben. Sein Studium an der Kunstakademie in Berlin bei Bruno Paul erfuhr eine Unterbrechung durch den Ersten Weltkrieg. Danach setzte er es bei Professor Gärtner und Paul Müller-Kaempff fort. 1944 wurde sein Atelier mit zahlreichen Werken durch einen Bombentreffer zerstört. Er zog daraufhin in den Nordharz in das braunschweigische Dorf Benzingerode bei Wernigerode, wo er bis zu seinem Lebensende lebte.
Die gefällige, realistische Malweise des Künstlers wurde in der Zeit des Nationalsozialismus geschätzt. Er war 1944 mit zwei Stillleben in Öl auf der Großen Deutschen Kunstausstellung in München vertreten. 36 seiner Motive, darunter „Sonnige Flure“ und „Mohn und Sonnenblume“, wurden reproduziert und über die Kunstanstalten May hergestellt und verkauft. In der DDR wurden Gemäldereproduktionen Krügers, darunter „Roter Mohn“ in das Programm der Gradus-Blätter aufgenommen. „... Damit hatte sich der konventionelle Geschmack der Masse des Publikums zunächst wieder behauptet...“, während der sozialistische Realismus einen Rückschlag erlitt.
Die Dresdner Kunstakademie bot Krüger 1967 eine Professur an. In Benzingerode malte er vornehmlich Harzbilder und Blumen. Einige seiner Gemälde (Tulpen, Öl auf Leinwand, 110,5 × 80 cm) befinden sich im Besitz des Harzmuseum Wernigerode und im Museum Schloß Wernigerode.

## Werke (Auswahl)

### Tafelbilder
- Kahlschlag (Öl, 1950)[3]
- Sägewerk im Harz (Öl, 1951)[4]
- Sonnenblumen (Öl, 1951)[5]
- Kardinalmohn (Öl, 1952)[6]

## Postume Ausstellungen
- 1984 Ambergau-Museum, Bockenem
- 2018: Wernigerode, Harzmuseum („Die Harzmaler. Gemälde des 19. und 20. Jahrhunderts. Aus der Sammlung des Harzmuseums Wernigerode“)